# Трофимчук Микола Антонович
Мико́ла Анто́нович Трофимчу́к (19 січня 1942, с. Біловіж, Рівненської області, УРСР, СРСР — 10 квітня 2002, Москва, Росія) — відомий радянський і російський релігієзнавець, фахівець з державно-церковних відносин та новітніх релігійних рухів.

## Навчання
М. Трофимчук народився 19 січня 1942 року в селі Біловіж, Рівненської області, УРСР.
Закінчив Рівненський педагогічний інститут за фахом «Російська філологія» і був направлений на роботу в Казахстан.

## Вчительська праця
М. Трофимчук працював у селищі Джезди Джезказганської області вчителем російської мови і літератури, а потім — директором школи.
У 1974—1982 роках М. Трофимчук керував лекторською групою Джезказганського обкому Комуністичної партії Казахської РСР.

## Наукова діяльність
В 1982—1985 роках він навчався в аспірантурі Академії суспільних наук при ЦК КПРС. Після закінчення навчання і захисту кандидатської дисертації був запрошений на роботу в Академію в якості завідувача відділом Інституту наукового атеїзму. Кандидатська і згодом докторська дисертації М. Трофимчука були присвячені дослідженню впливу зарубіжних пропагандистських центрів на релігійну ситуацію та хід демократичних процесів в СРСР (друга половина 80-х — початок 90-х рр.).
Особливу увагу він приділяв зарубіжній радіопропаганді, релігійно-пропагандистським та місіонерським центрам, таким як «Слов'янська місія» (Швеція), «Ісус комуністичного світу» (США), «Фриденштимме» (ФРН), а також діяльності на території СРСР і Росії зарубіжних релігійних організацій і проповідників.
Протягом двох років працював у ЦК КПРС на посаді спеціаліста з державно-церковних відносин і проблем релігієзнавства.
З 1992 року знову на роботі в Російській академії державної служби (РАДС), спочатку в якості в. о. професора на кафедрі екології, а з березня 1994 року і до самої своєї смерті — завідувачем кафедри релігієзнавства Російської академії державної служби при Президентові Російської Федерації, яка була відтворена в академії багато в чому саме завдяки його зусиллям.
М. Трофимчук брав участь у Всеросійській науково — практичній конференції «Християнство і іслам на рубежі століть», що проходила 23-24 квітня 1998 року. Тут він порушив питання про місіонерську діяльність в системі політичних відносин.
М. Трофимчук з 17 березня 2001 року по 5 серпня 2002 року був членом Ради із взаємодії з релігійними об'єднаннями при Президенті Російської Федерації, а з 20 грудня 1998 року до 2 квітня 2002 року — членом Комісії з питань релігійних об'єднань при Уряді РФ. Також він був членом Експертної ради при Уповноваженому з прав людини в Російській Федерації, очолював спеціалізовану вчену раду РАДС за спеціальністю 09.00.13 — «Релігієзнавство, філософська антропологія, філософія культури».

## Нагороди
У 2001 року М. Трофимчуку було присвоєно почесне звання Заслужений діяч науки Російської Федерації

## Смерть
Помер М. Трофимчук 10 квітня 2002 року в Москві після тривалої хвороби у віці 60 років.

## Увічнення пам'яті
14-15 травня 2009 року в Челябінську пройшла присвячена пам'яті М. А. Трофимчука і приурочена до 15-річчя з дня створення державно-конфесійних відносин Російської академії державної служби при Президенті Російської Федерації Всеросійська науково-практична конференція «Духовні аспекти національної безпеки Росії в умовах глобальної фінансово-економічної кризи», засновниками якої виступили Уряд Челябінської області, Російська академія державної служби при Президенті Російської Федерації, Челябінський державний університет, Челябінський юридичний інститут МВС Росії, Челябінський інститут Уральської академії державної служби, Антитерористична комісія Челябінської області, Міжвідомча комісія з питань протидії проявам екстремізму на території Челябінської області, Асоціація ветеранів підрозділів антитерору «Альфа».

## Наукові праці

### Книги
- Трофимчук Н. А. Новому времени — новые обряды, праздники. — Алма-Ата: о-во «Знание» КазССР, 1980. — 36 с.
- Трофимчук Н. А. Разоблачение антисоветской буржуазно-клерикальной пропаганды-важный участок атеистической работы. — М.: О-во «Знание» РСФСР, 1986. — 45 с. — (В помощь лектору. О-во «Знание» РСФСР, Секция пропаганды науч.-атеист. знаний).
- Актуальные вопросы атеистического воспитания на современном этапе: Сб. ст. / Сост. Трофимчук Н. А. — М.: Знание, 1986. — 64 с.
- Трофимчук, Н. А., Титов Н. Ю. Проблемы противодействия буржуазно-клерикальной пропаганде: вопросы и ответы. — М.: О-во «Знание» РСФСР, 1988. — 48 с. — (В помощь лектору. О-во «Знание» РСФСР, Секция пропаганды науч. атеизма).
- Трофимчук Н. А. Клерикальная радиопропаганда — орудие «психологической войны». — М.: Знание, 1988. — 64 с. — (Новое в жизни, науке, технике).
- Мигович И. И., Трофимчук Н. А. Развитие взаимоотношений государства и церкви в контексте нового политического мышления: Вопр.и ответы. — М.: Об-во «Знание» РСФСР, 1990.
- Трофимчук Н. А. Оружием правды. — Баку: О-во «Знание» АзССР, 1988. — 45 с. — (В помощь лектору.).
- Трофимчук, Н. А. Оружием правды: разоблачение деятельности зарубежных клерикальных центров. — Алма-Ата: Казахстан, 1990. — 70 с. — ISBN 5-615-00436-3.
- Трофимчук Н. А. Оружием правды: разоблачение деятельности зарубежных клерикальных центров. — Алма-Ата: Казахстан, 1990. — 71 с. — ISBN 5-615-00436-3.
- Трофимчук Н. А. Клерикальная пропаганда: цели и средства. — Алма-Ата: О-во «Знание» КазССР, 1989. — 20 с.
- Национальная культура и религия: Круглый стол, 16-17 янв. 1989 г. : (Стеногр. отчет) / [Редкол.: Н. А. Трофимчук (отв. ред.) и др.]. — М. : АОН при ЦК КПСС, 1989. — 145 с.; В надзаг.: Акад. обществ. наук при ЦК КПСС, Ин-т науч. атеизма
- Трофимчук Н. А. Процессы перестройки в отражении зарубежной клерикальной пропаганды. — Ашхабад, 1990. — 24 с. — ISBN 5-8315-0020-9.
- Трофимчук Н. А., Иваненко С. И. Религиозные самодеятельные объединения в наши дни. — М.: О-во «Знание» РСФСР, 1990. — 40 с.
- Трофимчук Н. А., Иваненко С. И. Новые религиозные объединения: поиски, противоречия, надежды. — М.: Знание, 1991. — Т. 2. — 62 с. — (Новое в жизни, науке и технике). — ISBN 5-07-001604-0.
- Трофимчук Н. А. Христианские движения: Вопросы и ответы. — К.: О-во «Знание» УССР, 1991. — 46 с. — (2, «Мировоззрение»). — ISBN 5-7770-0264-1.
- Трофимчук Н. А., Свищев М. П. Экспансия / Кафедра религиоведения РАГС при Президенте РФ. — М.: Изд-во РАГС, 2000. — 218 с.

### Складання та редакція
- Государственно-церковные отношения в России: Материалы «круглого стола», 27-28 окт. 1992 г. (/ Российская академия управления Гуманитарный центр, Центр проблем философии, истории, религии, свободы совести (ФИРСС); Сост. Н. А. Трофимчук. — М.: Луч, 1993. — 134 с.
- Религия. Национальное согласие и возрождение России: [Материалы конф., 26 марта 1993 г. / Рос. акад. управления, Гуманит. центр, Ноосфер.-экол. ин-т; Редкол.: Трофимчук Н. А. и др. — М.: Луч, 1993. — 162 с.
- Экология и религия: В 2 ч. Ч. 1 / Рос. акад. управления, Центр гуманит. подгот. кадров управления, Ноосфер.-экол. ин-т; Сост. Н. А. Трофимчук. — М.: Луч, 1994. — 206 с.
- Экология и религия: В 2 ч. Ч. 2 / Рос. акад. управления, Центр гуманит. подгот. кадров управления, Ноосфер.-экол. ин-т; Сост. Н. А. Трофимчук. — М.: Луч, 1994. — 207—416 с.
- Ангел-хранитель земли Русской: Памяти Преподобного Сергия Радонежского: Сборник / Сост. Н. А. Трофимчук. — М.: Луч, 1994. — 141 с. — (Мыслители России). — ISBN 5-7005-0093-0.
- Государственно-церковные отношения в России: Сборник. Ч. 1 / Рос. акад. гос. службы при Президенте РФ ; Отв. ред. Отв. ред. Ф. Г. Овсиенко, Н. А. Трофимчук. — М.: РАГС, 1995. — 257 с.
- Религиозные организации Советского Союза в годы Великой Отечественной войны 1941—1945 гг. : Материалы «круглого стола», посвящ. 50-летию Победы, 13 апр. 1995 г. / Рос. акад. гос. службы при Президенте Рос. Федерации. Каф. религиоведения, ТОО «Содружество»; Редкол.: Трофимчук Н. А. (отв. ред.) и др. — М.: РАГС, 1995. — 171 с.
- Государственно-церковные отношения в России. Курс лекций / Отв. ред. Ф. Г. Овсиенко, Н. А. Трофимчук. — М.: РАГС, 1995. — 170 с.
- Государственно-церковные отношения в России (опыт прошлого и настоящего) / Ф. Г. Овсиенко, М. И. Одинцов, Н. А. Трофимчук и др. — М.: РАГС, 1996.
- История религий в России / Под ред. Н. А. Трофимчука. — М.: Агент, 1998. — 528 с.
- Мировой опыт государственно-церковных отношений: Учеб. пособие / Рос. акад. гос. службы при Президенте РФ; Под общ. ред. д-ра филос. наук, проф. Н. А. Трофимчука. — М.: Изд-во РАГС, 1998. — 305 с.
- Новые религиозные культы, движения и организации в России / Под ред. Н. А. Трофимчука. — 2-е изд., доп. и перераб. — М.: Изд-во РАГС, 1998.
- История религий в России: Учебник / Баширов Л. А., Зуев Ю. П., Керимов Г. М. и др.); Под ред. Н. А. Трофимчука; Рос. акад. гос. службы при Президенте Рос. Федерации. — М.: Изд-во РАГС, 2001. — 591 с. — ISBN 5-7729-0072-2.
- История религий в России: Учебник / Баширов Л. А., Зуев Ю. П., Керимов Г. М. и др.]; Под общ. ред. Н. А. Трофимчука; Рос. акад. гос. службы при Президенте Рос. Федерации. — М.: Изд-во РАГС, 2002. — 591 с. — ISBN 5-7729-0101-X.
- История религий в России: Учебник / Под общ. ред. О. Ю. Васильевой, Н. А. Трофимчука. — 2-е изд., доп. — М.: Изд-во РАГС, 2004. — 696 с. — (Учебники РАГС при Президенте РФ). — ISBN 5-7729-0235-0.

### Статті
- Трофимчук Н. А. О характере деятельности нетрадиционных религиозных течений // Государство, религия, Церковь в России и за рубежом. — М.: РАГС, 1994. — № 1.
- Трофимчук Н. А. Нетрадиционные культы в России: особенности вероучений, социальная база и проблемы взаимоотношений с государством // Государство, религия, Церковь в России и за рубежом. — М.: РАГС, 1995. — № 5.
- Трофимчук Н. А. Религия и политика в современной России // Новые религиозные движения: понятия, критерии. — М.: РАГС, 1997.
- Трофимчук, Н. А., Зуев М. П. Миссионерская деятельность в системе политических отношений // Социология власти. — М., 1998. — № 2/3. — С. 92 — 165.
- Трофимчук. Н. А. Защита религиозной свободы в контексте внешней политики США // Религия и право. — 1999. — № 3.
- Трофимчук Н. А. Чего добиваются борцы с новыми сектами? // Религия и право. — 1999. — № 6. — С. 20 — 22.
- Трофимчук Н. А. Государственно-церковные отношения: проблемы и пути их решения // Исторический вестник. — М., 2000. — № 7(11). — С. 338—343.
- Трофимчук Н. А. Миссионерская деятельность в системе политических отношений // Исторический вестник. — М., 2000. — № 7(11. — С. 344—349.
- Баширов Л. А., Трофимчук Н. А. Ислам и этнополитические конфликты в современной России // Религия и культура. — М., 2000.
- Овсиенко Ф. Г., Трофимчук Н. А. Православие в контексте развития федеративных и этнополитических отношений в Российской Федерации // Религия и культура / Реф. Сб. РАН ИНИОН / отв. ред. Скворцов Л. В., сост. Девина И. В. — М.: ИНИОН РАН, 2000. — 228 с.
- Баширов Л. А., Трофимчук Н. А. Ислам и этнополитические конфликты в современной России // Религия и культура / Реф. Сб. РАН ИНИОН / отв. ред. Скворцов Л. В., сост. Девина И. В. — М.: ИНИОН РАН, 2000. — 228 с.
- Трофимчук Н. А. О концепции государственно-конфессиональных отношений в современной России // Этноконфессиональный диалог: состояние, противоречия, перспективы развития: Материалы. межрегиональной научно-практической конференции. — Оренбург: Издательский центр ОГАУ, 2002.
- Трофимчук Н. А. О некоторых аспектах развития религиоведения в России // Десять лет по пути свободы совести. Проблемы реализации конституционного права на. свободу совести деятельность религиозных объединений: Материалы научно-практического семинара / Под ред. А. В. Пчелинцева. — М.: Институт религии и права, 2002.
- Кравчук В. В., Трофимчук Н. А. Причины распространения новых религиозных движений в России // История религий в России: Учебник / Под общ. ред. О. Ю. Васильевой, Н. А. Трофимчука. — 2-е изд., доп. — М.: Изд-во РАГС, 2004. — 696 с. — (Учебники РАГС при Президенте РФ). — ISBN 5-7729-0235-0.
- Зуев Ю. П., Кудрина Т. А., Лопаткин Р. А., Овсиенко Ф. Г., Трофимчук Н. А. Развитие религиоведческого образования в государственных и муниципальных образовательных учреждениях Российской федерации (Аналитический материал) // Журнал «Государство, религия, Церковь в России и за рубежом». — М.: Кафедра государственно — конфессиональных отношений РАГС, 2009. — Вып. 1: Антология отечественного религиоведения Ч. 4. — С. 131—177. (также в сборнике — Религия и образование: Сб . обзоров и реф . / РАН ИНИОН. Центр гуманит. науч.-информ. исслед. Отд. Философии; Рос. Акад. гос службы при Президенте РФ. Каф. Религиоведения / Отв. ред . Скворцов Л. В.; Сост. Девина И. В. — М., 2002. — С. 5—72. — 208 с. — (Религиоведение). — ISBN 5-248-00119-6.

## Публіцистика
- Трофимчук Н. А. «Вирус» атеизма // НГ — Религия. — 29.11.2000.
- Трофимчук Н. А. О роли религиозных миссий в геополитической экспансии Запада // «НГ — Религия». — 28.03.2001. — С. 6.

## Інтерв'ю
- Главное — это взаимопонимание и терпимость: беседа с учёным-религоведом Н. А. Трофимчуком // Религия и право. — 2001. — С. 32-33.

## Відгуки
Релігієзнавець та історик, кандидат філософських наук, доктор історичних наук, професор і завідувач кафедрою Вітчизняної історії та архівознавства Школи гуманітарних наук ДВФУ С. М. Дударенок у своїй докторській дисертації зазначала, що 
До теперішнього часу в Росії склалося декілька центрів вивчення нетрадиційних релігій. Найбільший з них — кафедра релігієзнавства Російської Академії Державної служби при Президенті РФ, довгий час очолювана д.ф.н., професором М. Трофимчуком. Під його керівництвом був виданий єдиний на сьогодні світський словник-довідник «Нові релігійні культи, рухи та організації в Росії», який містить зважені, об'єктивні характеристики феномену справою і його конкретних проявів. На кафедрі були захищені перші в Росії кандидатські і докторські дисертації з проблем нетрадиційних релігій і державно-правового регулювання їх діяльності
Перший заступник губернатора Челябінської області А. М. Косілов в інтерв'ю газеті «Спецназ Росії» відзначав, що 
Микола Трофимчук користувався величезним авторитетом як провідний російський учений — фахівець в області взаємин держави і релігійних об'єднань. […] Добра пам'ять про Миколу Антоновича Трофимчука — великого вченого і патріота Росії — зберігається серед вчених-релігієзнавців та випускників кафедри — службовців органів державної влади та муніципального самоврядування практично всіх республік, країв і областей Російської Федерації. Остання науково-практична конференція, організована М. Трофимчуком в грудні 2001 року, називалася «Релігія і проблеми національної безпеки Росії». На ній вперше в Росії релігійна, духовна сфера життя суспільства було розглянуто як невід'ємний фактор підтримки і зміцнення національної безпеки Росії.